# Paul Tan Chee Ing

Wappen von Paul Tan Chee Ing

Paul Tan Chee Ing SJ (* 5. April 1940 in Muar) ist ein malaysischer Ordensgeistlicher und emeritierter römisch-katholischer Bischof von Melaka-Johor.

## Leben
Paul Tan Chee Ing empfing am 21. Juni 1971 die Priesterweihe. Am 2. Februar 1979 wurde er mit der ersten Profess in die Ordensgemeinschaft der Jesuiten inkardiniert. Die ewige Profess legte er am 15. August 1989 ab.
Papst Johannes Paul II. ernannte ihn am 13. Februar 2003 zum Bischof von Melaka-Johor. Die Bischofsweihe spendete ihm der Apostolische Delegat in Malaysia, Erzbischof Adriano Bernardini, am 15. Mai desselben Jahres; Mitkonsekratoren waren James Chan Soon Cheong, Altbischof von Melaka-Johor, und Anthony Soter Fernandez, Erzbischof von Kuala Lumpur.
Papst Franziskus nahm am 19. November 2015 seinen altersbedingten Rücktritt an.